# Saint-Brisson
Saint-Brisson is een gemeente in het Franse departement Nièvre (regio Bourgogne-Franche-Comté) en telt 280 inwoners (2009). De plaats maakt deel uit van het arrondissement Château-Chinon (Ville).

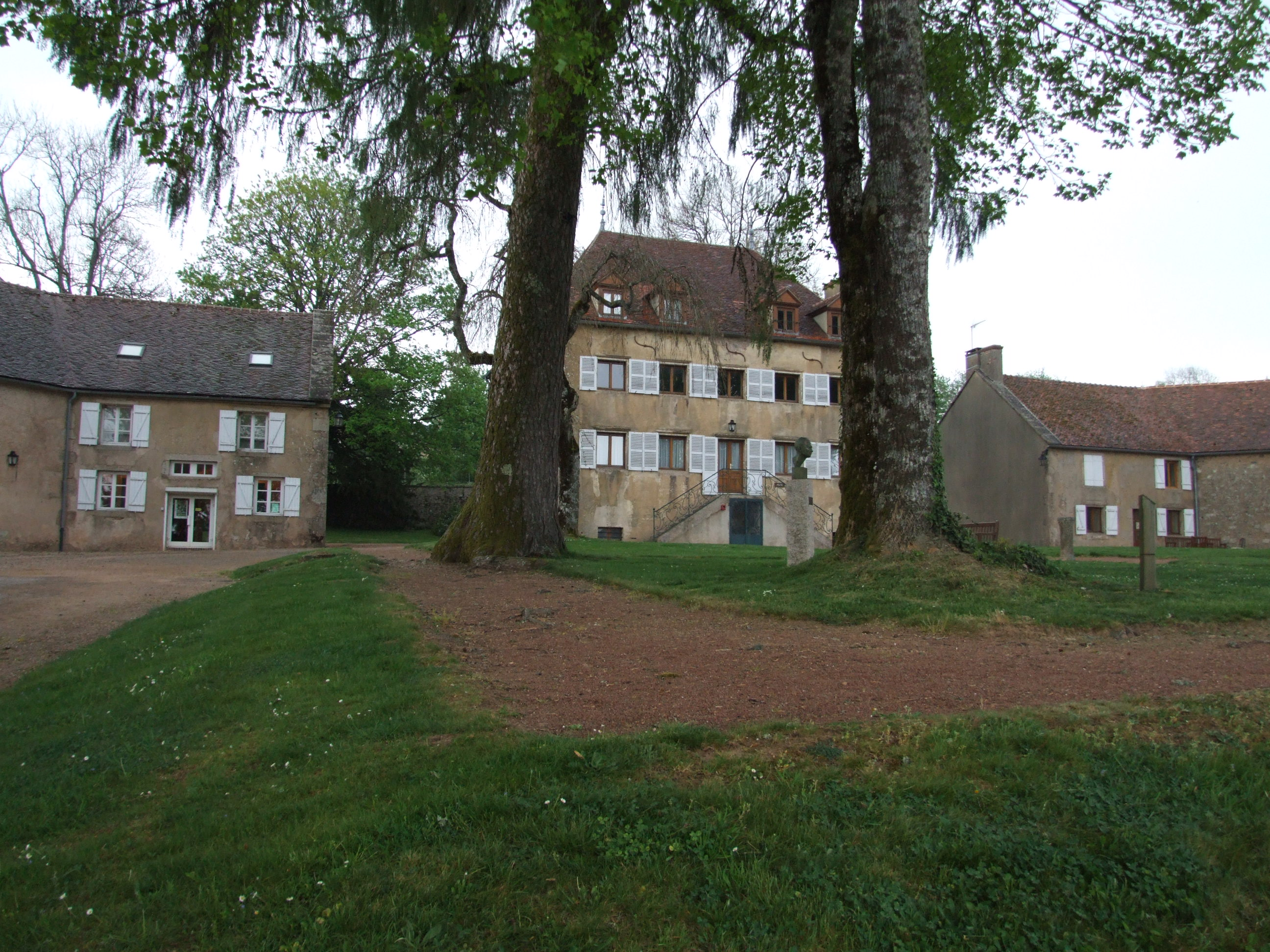

## Geografie
De oppervlakte van Saint-Brisson bedraagt 28,7 km², de bevolkingsdichtheid is 9,4 inwoners per km².
De onderstaande kaart toont de ligging van Saint-Brisson met de belangrijkste infrastructuur en aangrenzende gemeenten.

## Demografie
Onderstaande figuur toont het verloop van het inwonertal (bron: INSEE-tellingen).